# Amani Souissi
Amani Souissi ou Ameni Souissi (arabe : أماني السويسي), née le 11 avril 1983 à Sfax, est une chanteuse tunisienne.

## Biographie
Elle est révélée au grand public en 2005 lors de sa participation à la deuxième saison de la Star Academy diffusée sur la chaîne de télévision libanaise LBC. Sa voix, ses capacités vocales et son tempérament calme et réservé lui permettent de gagner la sympathie du jury et d'atteindre la finale de l'édition. Le vote avantage toutefois le Saoudien Hicham Abdelrahman, qui remporte l'édition avec 52 % de voix contre 48 % pour Souissi, ce qui lance une polémique quant à l'honnêteté du vote.
On lui propose alors de jouer dans la pièce théâtrale Joubrane et le prophète, dédiée au poète libanais Khalil Gibran dont elle chante certains poèmes. La pièce est mise en scène par Marwen Rahabani sur un scénario de Mansour Rahabani et une musique d'Oussama Rahabani. Le succès est cependant mitigé.
En 2007, elle sort son premier album, intitulé Wayn, sous le label Rotana. Il comporte dix chansons (cinq libanaises, quatre égyptiennes et une tunisienne) mais remporte un succès modéré.

## Principales œuvres
- Ellila dy (الليلة دي)
- Taabir gamil (تعبير جميل)
- Mech men albak (مش من قلبك)
- Twahachtek (توحشتك)
- Waâdni (وعدني)
- Wayn (وين)
- Ma tkhabber hada (ما تخبر حدا)
- Ghmerny (غمرني)
- Chayef Nafsou (شايف نفسو)
- Moghrama bik (مغرمة بيك)